# Амфотерні гідроксиди
Амфотерні гідроксиди (дав.-гр. ἀμφότερος, amphoteros - той і інший) — неорганічні сполуки, гідроксиди амфотерних елементів, залежно від умов проявляють властивості кислотних або осно́вних гідроксидів (можуть реагувати як з кислотами, так і з лугами).

## Загальні властивості
Всі амфотерні гідроксиди — тверді речовини. Нерозчинні у воді, переважно є слабкими електролітами.

## Хімічні властивості
При нагріванні розкладаються з утворенням відповідного амфотерного оксиду, наприклад:
{\displaystyle {\mathsf {2Fe(OH)_{3}\ \xrightarrow {150-200\ ^{\circ }C} \ Fe_{2}O_{3}\ +\ 3H_{2}O}}}
У ряді випадків проміжним продуктом розкладання є метагідроксид, наприклад:
{\displaystyle {\mathsf {Al(OH)_{3}\ {\xrightarrow {200\ ^{\circ }C}}\ AlO(OH)\ +\ H_{2}O}}}
{\displaystyle {\mathsf {2AlO(OH)\ {\xrightarrow {>575\ ^{\circ }C}}\ Al_{2}O_{3}\ +\ H_{2}O}}}
При взаємодії з кислотами утворюють солі з амфотерним елементом у катіоні, наприклад:
{\displaystyle {\mathsf {Zn(OH)_{2}\ +\ 2HCl\ \longrightarrow \ ZnCl_{2}\ +\ 2H_{2}O}}}
При взаємодії з лугом утворюють солі з амфотерним елементом в аніоні, наприклад:
{\displaystyle {\mathsf {Zn(OH)_{2}\ +\ 2NaOH\ \rightleftarrows \ Na_{2}[Zn(OH)_{4}]}}} (у водному розчині)
{\displaystyle {\ce {Al(OH)3 + NaOH -> NaAlO2 + 2H2O}}} (в розплаві)

## Отримання
Загальним способом отримання амфотерних гідроксидів є осадження розведеним лугом з розчинів солей відповідного амфотерного елемента, наприклад:
{\displaystyle {\mathsf {ZnSO_{4}\ +\ 2NaOH\ \longrightarrow \ Zn(OH)_{2}\downarrow \ +\ Na_{2}SO_{4}}}}
У надлишку лугу почнеться розчинення осаду гідроксиду:
{\displaystyle {\mathsf {Zn(OH)_{2}+2NaOH\rightarrow Na_{2}[Zn(OH)_{4}]}}}
У ряді випадків при осадженні утворюється не гідроксид, а гідрат оксиду відповідного елемента (наприклад, гідрати оксидів заліза(III), хрому (III), олова (II) тощо). Хімічні властивості таких гідратів здебільшого аналогічні властивостям відповідних гідроксидів.

## Приклади амфотерних гідроксидів
До амфотерним належать такі гідроксиди:
- більшість гідроксидів d-елементів:

гідроксид хрому(III) {\displaystyle {\mathsf {Cr(OH)_{3}}}},
полігідрат оксиду заліза (III) {\displaystyle {\mathsf {Fe(OH)_{3}}}},
гідроксид цинку {\displaystyle {\mathsf {Zn(OH)_{2}}}},
гідроксид кадмію {\displaystyle {\mathsf {Cd(OH)_{2}}}},
та ін.;
- ряд гідроксидів p-елементів:

гідроксид алюмінію {\displaystyle {\mathsf {Al(OH)_{3}}}},
гідроксид галію {\displaystyle {\mathsf {Ga(OH)_{3}}}},
гідрат оксиду олова(II) {\displaystyle {\mathsf {Sn(OH)_{2}}}},
гідроксид свинцю(II) {\displaystyle {\mathsf {Pb(OH)_{2}}}},
та ін.;
- з гідроксидів s-елементів:

гідроксид берилію {\displaystyle {\mathsf {Be(OH)_{2}}}};
- формально до амфотерних гідроксидів можна віднести воду.